# Sergej Aleksandrovič Jesenin
Sergej Aleksandrovič Jesenin (rus. Серге́й Алекса́ндрович Есе́нин), ruski pesnik, * 3. oktober (stari ruski koledar 21. september) 1895, Konstantinovo, Rjazanska gubernija, † 28. december 1925, Leningrad.

## Življenje in delo
Rojen leta 1895 v revni kmečki družini, je prejel skromno izobrazbo in s svojimi zgodnjimi verzi zbudil zanimanje književnih krogov v Leningradu. Po letu 1915 je postal središče pesniškega kroga, njegove zgodnje pesmi uvrščajo med novo kmečko poezijo, v letih 1919-1921 pa je postal vodja skupine imaginistov. Leta 1922 se je poročil s plesalko Isidoro Duncan in se 1923 ločil, potoval v Združene države Amerike, se vrnil v domovino, kjer se kljub privrženosti revolucionarni oblasti ni mogel prilagoditi novemu življenju. Zapadel je alkoholizmu in boemskemu neredu. Leta 1925 je v Leningradu napravil samomor. Njegovo književno delo sestavljajo predvsem pesmi in pesnitve , med katerimi so najpomembnejše Radunica (1916), Huliganova izpoved (1922) in Perzijski motivi (1925). Postal je eden najznamenitejših ruskih pesnikov, njegov lik in delo še vedno odmevajo v ruski kulturi.
Njegova lirika je nastala kot nadaljevanje romantičnih in novoromantišnih pesniških teženj. Nova je bila motivika, ki jo je prinesel v lirsko pesništvo: navezanost na patriarhalno vas in nerazumevanje mestnega življenja, civilizacije in napredka. Spor med obema je v svoji liriki prikazoval kot tragiko lastnega življenja.

## Spominska znamenja
V Rusiji in državah nekdanje Sovjetske zveze mu je posvečenih več kot 15 spomenikov.

## Slovenski prevodi
- Sergej Jesenin: Pesmi, izbral in prevedel Tone Pavček, izdaje:
  - Mladinska knjiga, Ljubljana, 1967; 134 str.
  - Mladinska knjiga, 1985; 123 str.
  - Društvo Knjižna zadruga, Ljubljana 2006; ISBN 961-6140-42-6;ISBN 961-6140-34-5